# 罗伯茨代尔
罗伯茨代尔（英語：Robertsdale），是美国阿拉巴马州鲍德温县下属的一座城市。面积约为5.45平方英里（约合14.12平方公里）。根据2010年美国人口普查，该市有人口5,276人，人口密度为967.72/平方英里（约合373.65/平方公里）。